# 두바이 원 타워
두바이 원 타워(Dubai One Tower)는 아랍에미리트 두바이에 지어질 예정이었던 마천루이다.
완공되었으면 세계에서 가장 높은 주거 건물이 되며 두바이에서 3번째로 높은 빌딩이 되었을 것이다.

## 같이 보기
- 두바이의 마천루 목록
- 100층 이상의 마천루 목록